# Déflation (géomorphologie)
Pour les articles homonymes, voir Déflation (homonymie).

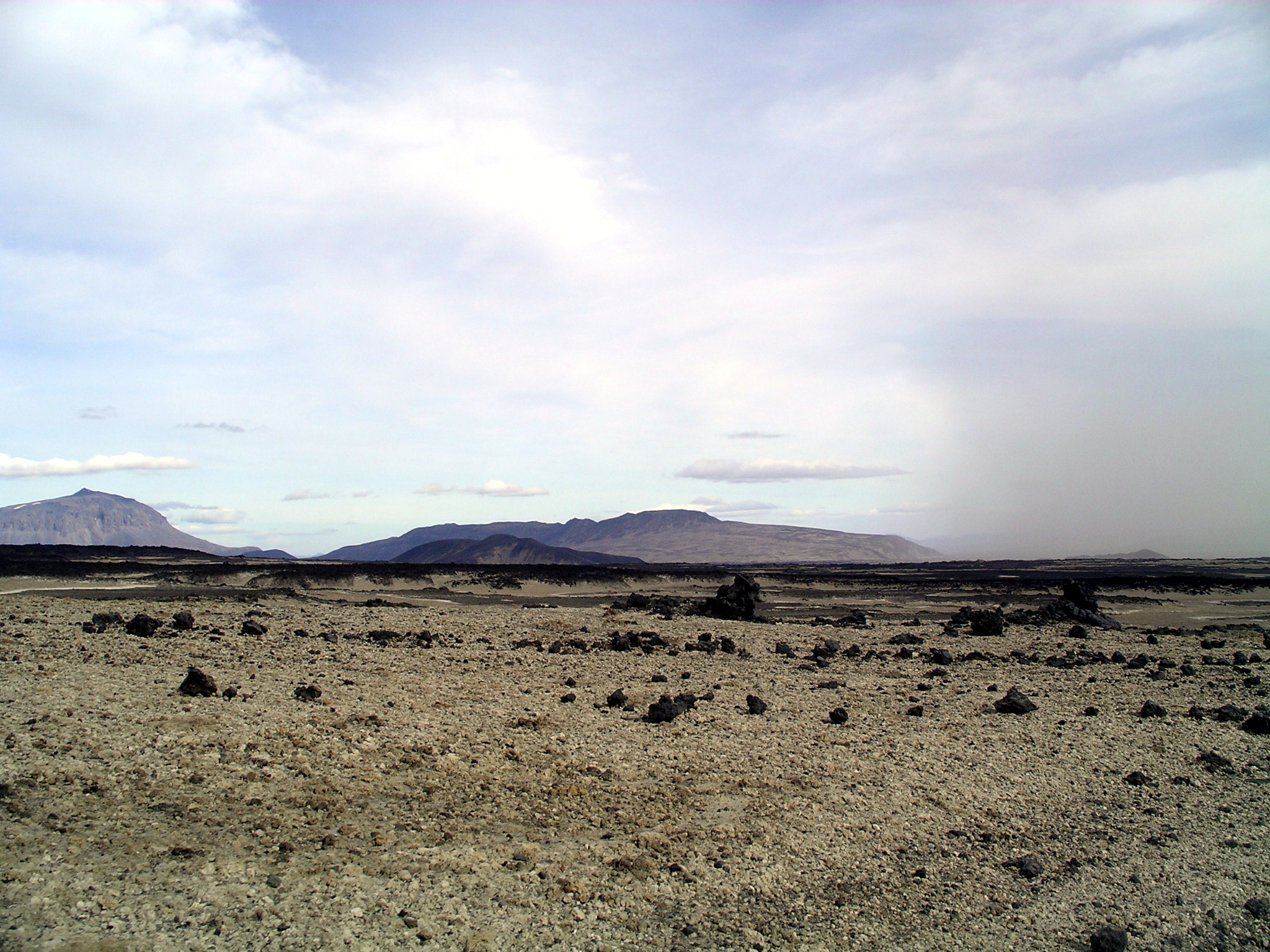
Nuage de déflation, sédiments transportés en suspension par le vent (à droite) (Islande).

Les volumes d'apports éoliens dans une région sont fonction de la fréquence des vents de vitesse supérieure au seuil de déflation, de leurs fréquences, leurs durées et leurs directions.

La déflation est un processus éolien (en) d'érosion qui affecte des formations  meubles ou tendres, les particules fines (limon, sable, voire graviers) étant arrachées par le vent. Les géomorphologues parlent aussi de vannage éolien ou de balayage du sable. Ce décapage du sable par des filets d'air prend en charge les particules, le vannage les trie et leur re-dépôt entraîne la formation de modelés éoliens qui s'observent surtout dans les régions où les sols et les roches ne sont pas protégées par un couvert végétal (régions littorales, régions très froides et surtout régions arides chaudes). L'importance de ce prélèvement de particules dépend du sédiment affecté (humidité, taille des grains, rugosité…).
Ce processus de décapage éolien entraîne la formation d'accumulations sableuses ou de remplissages sédimentaires (limon, sable) dans les dépressions. La prise en charge des sables par le vent permet la corrasion des roches consolidées.

## Les processus de transport éolien associés à la déflation

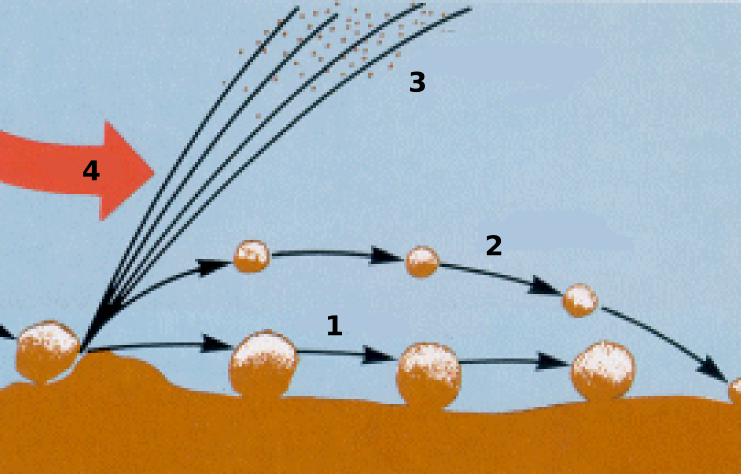
Transport éolien par :
1- roulage (ou reptation)
2-saltation
3-suspension

La déflation implique un processus de transport éolien qui prend en charge les particules érodées. Ce transport s'effectue selon différents modes qui sont fonction de nombreux paramètres tels que la taille et la forme du grain, la vitesse du vent. Bien que ce déplacement représente un continuum à des stades d'intensité du flux différents, les géomorphologues distinguent trois modes de transport : le roulage (grains de taille moyenne supérieure à 500 μm de diamètre), la saltation (sauts successifs par des grains de taille moyenne entre 70 et 500 μm de diamètre) et la suspension (grains de taille moyenne inférieure à 70 μm de diamètre).
Les géomorphologues ont été appelés à définir un quatrième mode intermédiaire entre le roulage et la saltation, la reptation qui implique un court et bref saut des particules.
Des grains de sable fins (dont la taille est comprise entre 0,2 et 0,3 mm) et secs peuvent être mis en mouvement et déplacés par roulage ou saltation à partir d'une vitesse de vent égale à 7 m/s (degré 4 dans l'échelle de Beaufort, soit près de 20 km/h). Cette vitesse met en mouvement 10 kg de sable par mètre linéaire de plage et par heure. Un vent de 12 m/s (degré 6 dans l'échelle de Beaufort) met en mouvement 100 kg, et un vent de 18 m/s (degré 8 dans l'échelle de Beaufort) 500 kg.

## Morphologies liée à la déflation

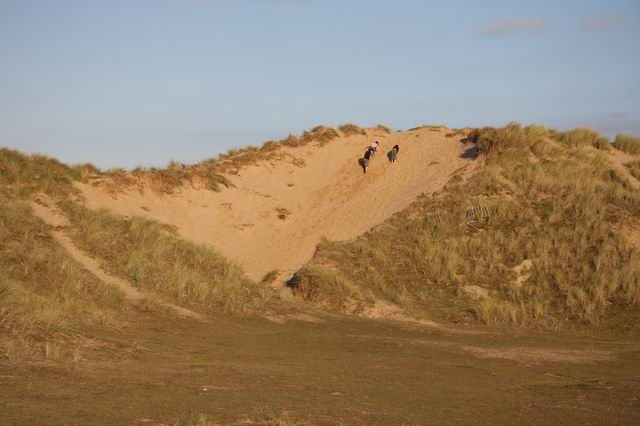
Le piétinement inhérent aux activités récréatives favorise l'action éolienne qui provoque un surcreusement au niveau des sentiers empruntés pour traverser une dune littorale et qui peuvent évoluer en couloirs de déflation ou en caoudeyres.

Les dunes littorales sont soumises à la déflation. Une brèche (zone de rupture sous l'action des vagues attaquant la dune lors de tempêtes) peut évoluer en couloir de déflation (appelé localement siffle-vent, il s'agit d'un corridor orienté dans le sens des vents dominants qui s'engouffrent et participent à son creusement, et sont susceptibles de générer un sifflement) et en cuvette de déflation (en) (dépression fermée creusée dans la dune par l'action tourbillonnante des vents, elle offre un large éventail de formes allant de la plaque de déflation — simple plage de déchaussement de la végétation — au « coup de cuillère » — cuvette profonde de moins d'un mètre — jusqu'à la cuvette profonde, marmite éolienne appelée dans les Landes de Gascogne caoudeyre, mot occitan signifiant chaudron). Le profil de la dune engendre un train d'ondes qui génère des formes de déflation sous l'effet de la compression des flux éoliens (effet Venturi à l'origine de formes qui se repèrent à leur fond tapissé de sable mis à nu et qui constituent de véritables plages d'envol pour ce sable) mais aussi des zones d'accumulation sous l'effet de la détente de ces flux. Les accumulations qui alimentent les dépressions humides intradunale prennent la forme de monticules (appelés crocs en Picardie et tucs en Aquitaine) et de lobes de sable (appelés pourrières en langue picarde, ces traînées peuvent se souder en un talus d'envahissement sinueux qui progresse aux dépens des arrières-dunes). Au voisinage du talus interne de la dune, les dépressions humides reçoivent « du sable, soit par la progression d'un abrupt d'envahissement ou d'une pourrière en cas de forte dynamique éolienne, soit par simple saupoudrage si l'activité éolienne est faible sur la dune. Par contre, la retombée des filets d'air sous le vent de la dune peut provoquer une reprise de la déflation éolienne à une centaine de mètres du pied de la dune bordière, où se localisent des plaques de déflation voire des caoudeyres de deuxième ligne ». La déstabilisation du couvert végétal d'origine naturelle (sécheresse, feux, animaux rongeurs…) ou anthropique (véhicules, surpiétinement inhérent aux activités récréatives telles que la marche, le pique-nique, la baignade…) peut entraîner le creusement et l'élargissement des formes de déflation qui, en cas de dynamique éolienne active, facilite l'évolution vers des dunes paraboliques (phénomène de parabolisation) qui donnent des reliefs apparemment plus mouvementés que les anciens plateaux dunaires mais en réalité plus stables et offrant plus de niches écologiques, faisant de ces zones de véritables réservoirs de la biodiversité. 
Ce type d'érosion éolienne est fréquent dans les déserts où les surfaces décapées, constituées d'éléments grossiers qui se jouxtent, forment un reg (en anglais desert pavement). « Dans des sédiments tendres (argile) et dans les régions sèches, le vent peut dégager des couloirs d'érosion en ne laisser subsister que les portions les plus résistantes ou surmontées d'une maigre végétation ; ce sont les yardangs ».

## Galerie

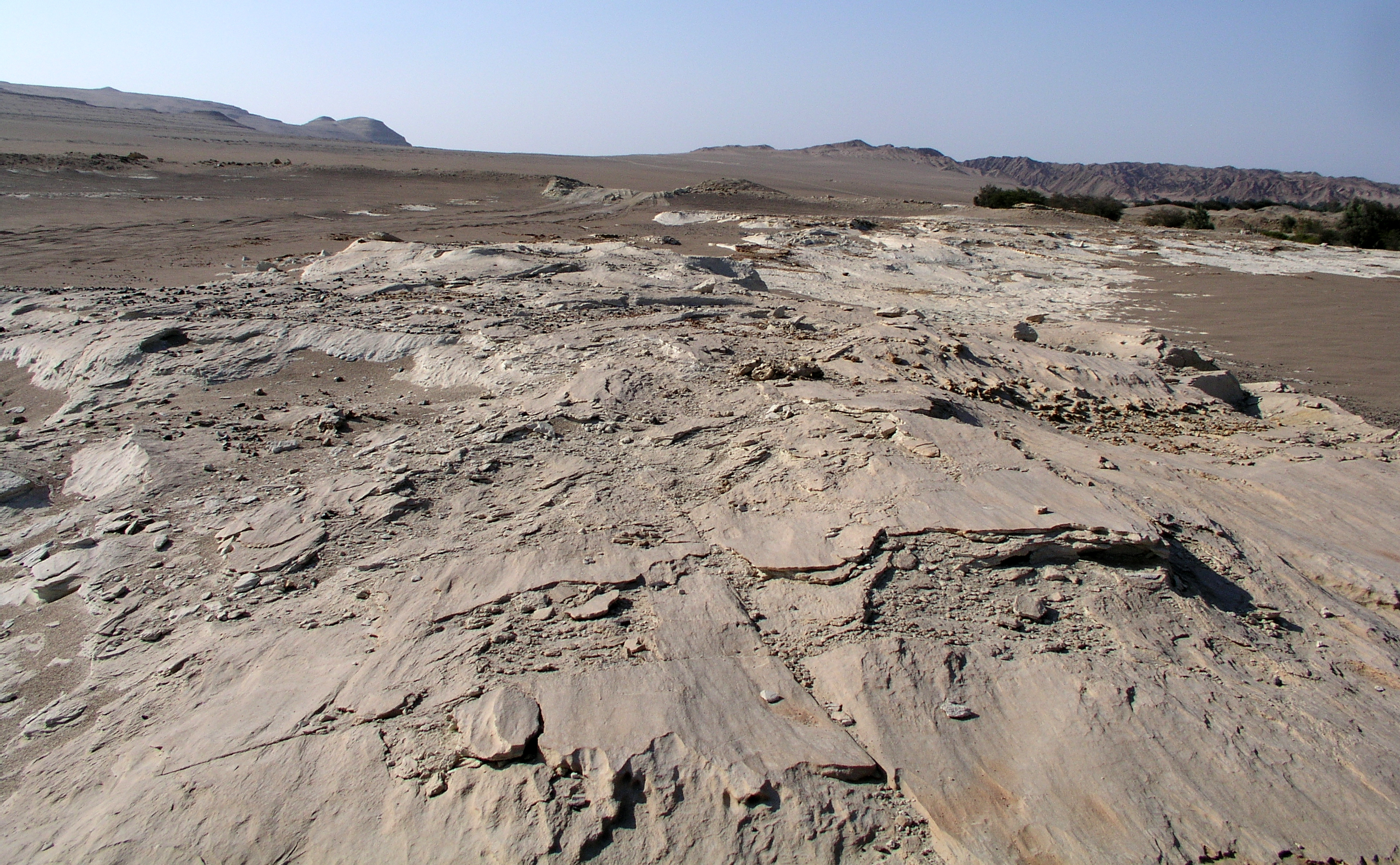
Roches affectées par la déflation dans le désert d'Ica, Pérou.
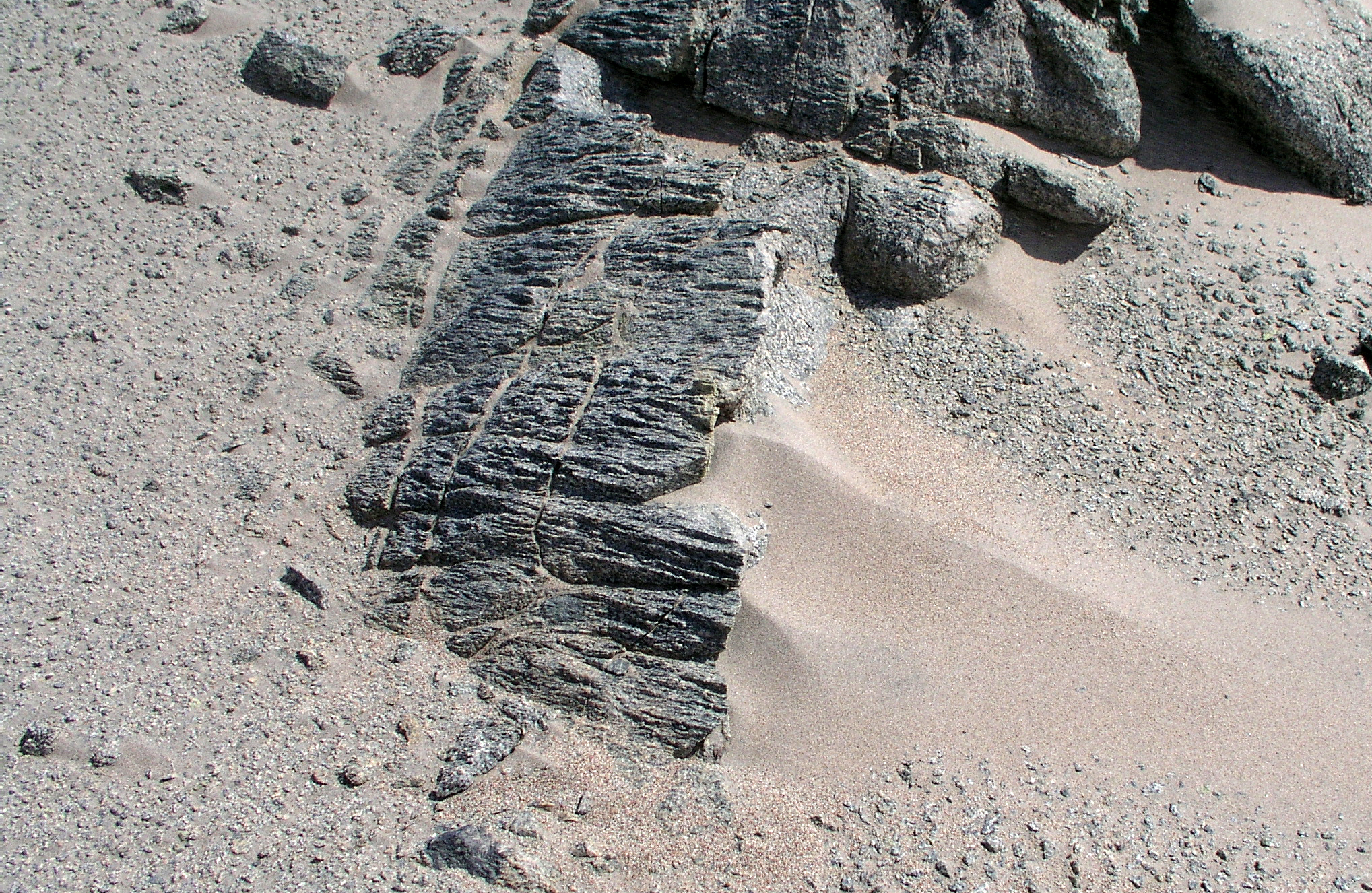
Érosion éolienne des récifs de granodiorite près de la plage de Punta Lomitas, désert d'Ica, Pérou.
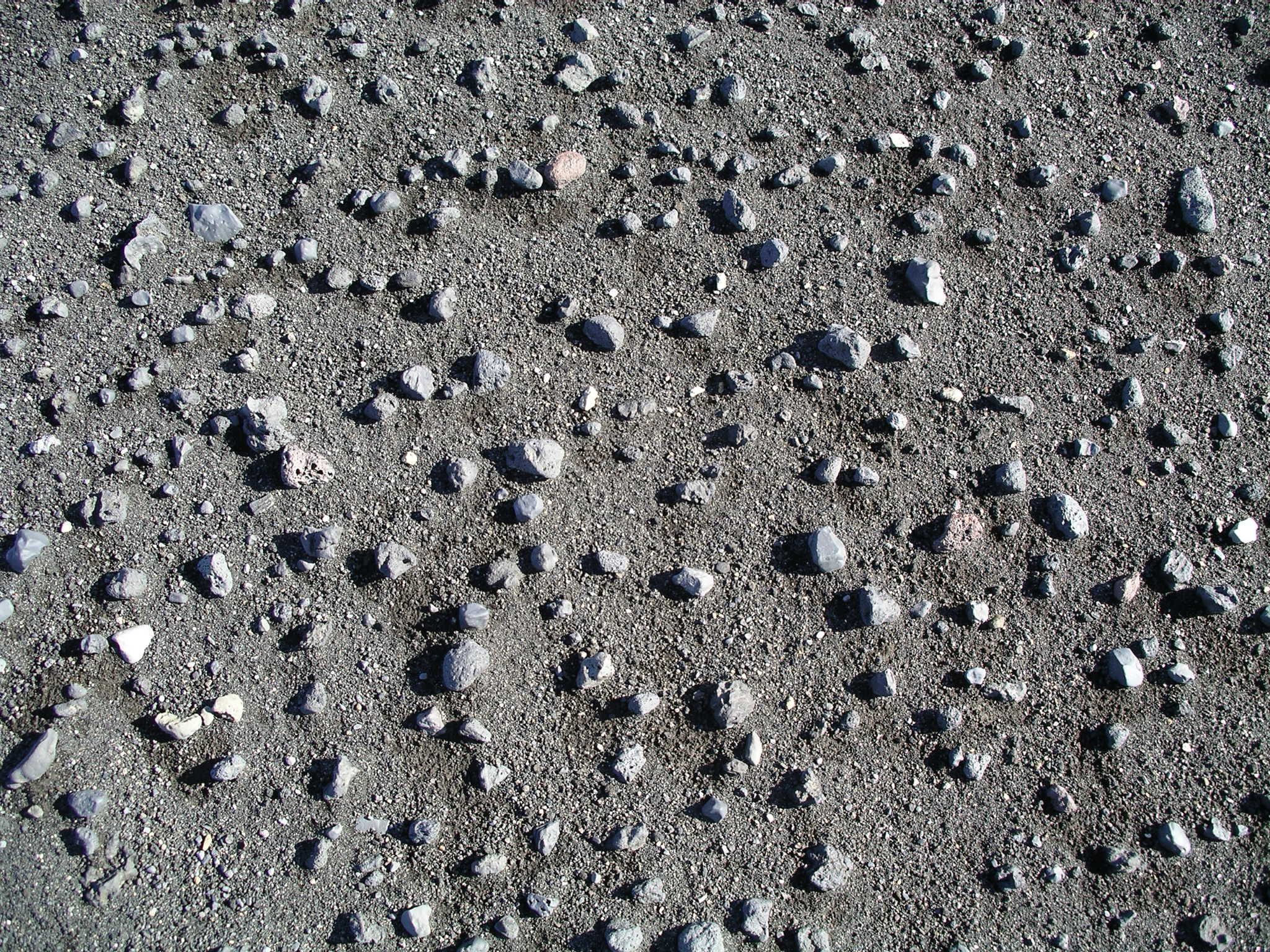
Dallage du désert froid islandais à la suite de la déflation : seuls les éléments les plus grossiers restent à la surface (Mýrdalssandur, Islande).
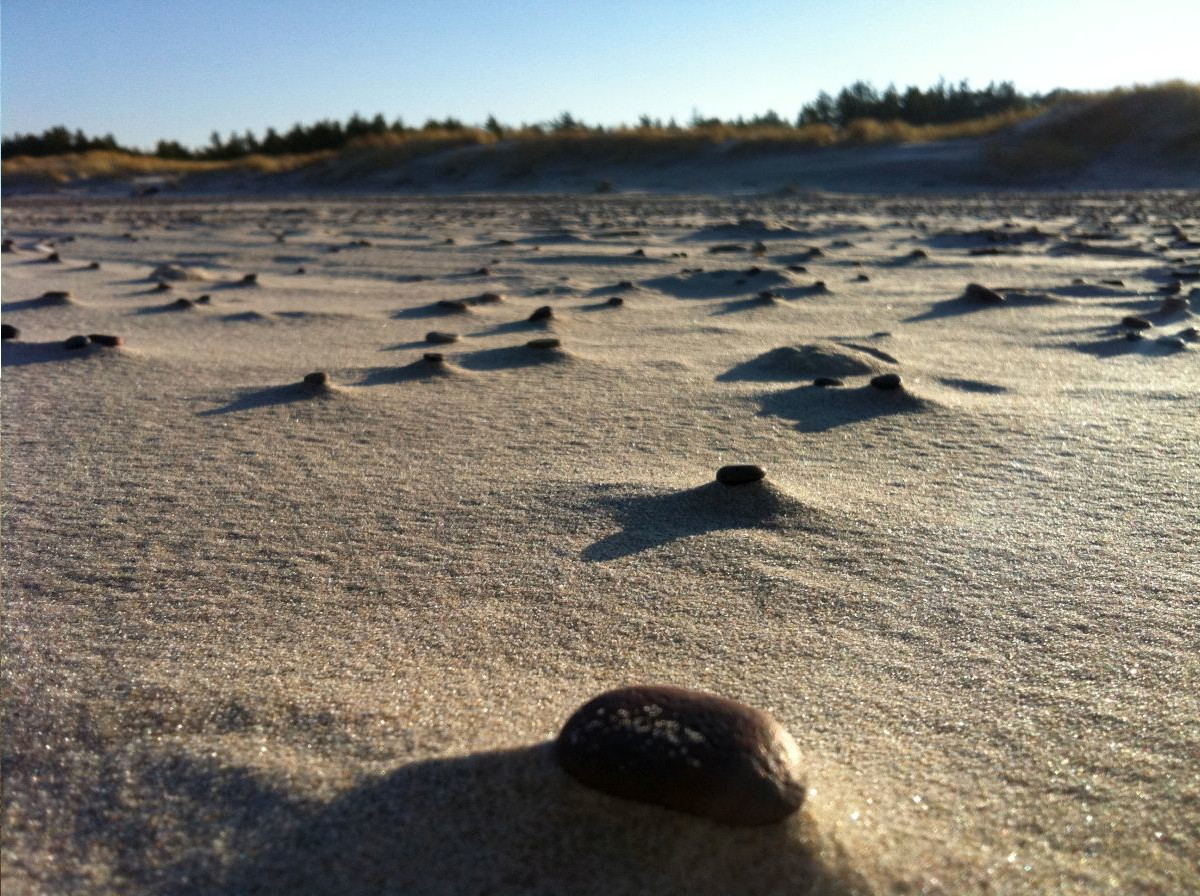
À la fois en tant qu'obstacle physique et en raison de leur poids, les cailloux contribuent à protéger le sable sous-jacent de l'érosion éolienne (Parc national de Słowiński, Pologne)